# 静岡県道349号修善寺天城湯ケ島線
静岡県道349号修善寺天城湯ケ島線（しずおかけんどう349ごう しゅぜんじあまぎゆがしません）は、静岡県伊豆市内を通る一般県道である。

## 概要

### 路線データ
- 起点：静岡県伊豆市柏久保（静岡県道12号伊東修善寺線交点）
- 終点：静岡県伊豆市市山（国道414号交点）
- 実延長：9,285m[1]

## 沿革
- 1972年（昭和47年）10月31日 - 認定[2]

## 地理

### 通過する自治体
- 静岡県伊豆市

### 接続する道路
- 静岡県道12号伊東修善寺線（起点：鮎見橋交差点）
- 国道414号（下田街道）（終点：市山交差点）

### 周辺
- 修善寺道路（国道136号・国道414号） 修善寺インターチェンジ
- 天城北道路（国道136号・国道414号）
  - 修善寺インターチェンジ
  - 大平インターチェンジ
- 伊豆縦貫自動車道 月ケ瀬インターチェンジ（予定）
- 伊豆箱根鉄道駿豆線 修善寺駅
- 修善寺温泉
- 湯ヶ島温泉
- 狩野川
- 日本赤十字社 伊豆赤十字病院
- 慶應義塾大学 月が瀬リハビリテーションセンター（2011年（平成23年）9月30日閉院）[3][4]
- 田方地区消防組合 田方南消防署
- 伊豆市役所
  - 本庁
  - 天城湯ケ島支所
- 静岡県立伊豆総合高等学校
- 伊豆市立修善寺中学校
- 伊豆市立天城中学校
- 伊豆市立修善寺南小学校
- 伊豆市立修善寺東小学校
- 伊豆市立狩野小学校
- 伊豆市立月ケ瀬小学校
- 伊豆市立湯ケ島小学校
- 湯ケ島郵便局
- 臼井国際産業 船原工場
- ヤマダ電機 テックランド修善寺店
- カインズ 修善寺店

## その他
- 路線名の「修善寺」・「天城湯ケ島」は、いずれも旧自治体名（修善寺町・天城湯ケ島町）に由来する。